# Corinne Diacre
Pour les articles homonymes, voir Diacre.
Corinne Diacre, née le 4 août 1974 à Croix (Nord), est une footballeuse internationale française, de la fin des années 1980 au milieu des années 2000, devenue entraîneuse. Elle devient, en 2014, la première Française à entraîner une équipe masculine de football professionnel (Clermont Foot 63, alors en Ligue 2).
Enfant, Diacre débute le football dans la Creuse à l'A.S.Saint Sebastien-Azerables (ASSA), où ses parents sont mutés. À seulement quatorze ans, elle rejoint l'ASJ Soyaux, un des meilleurs clubs féminins du moment. Ses parents l'amènent en Charente avant qu'elle soit hébergée par son entraîneur. Diacre évolue toute sa carrière à l'ASJ Soyaux, au poste de défenseuse centrale, en première division. Diacre dispute environ 350 rencontres avec Soyaux sans parvenir à remporter de titre. Son plus beau fait d'arme est la seconde place et le titre honorifique de vice-championne de France au terme de la saison 1995-1996. Durant sa carrière, Diacre refuse à plusieurs reprises des offres depuis le championnat des États-Unis, ne souhaitant pas sacrifier sa vie professionnelle en parallèle de sa carrière amateur.
Corinne Diacre est sélectionnée en équipe de France féminine dès ses 18 ans, elle y jouera durant douze années. On retient notamment son but lors du barrage retour face à l'Angleterre, qui permet aux Bleues de disputer la première Coupe du monde de leur histoire en 2003. Elle dispute aussi trois phases finales de Championnat d'Europe, en 1997, 2001 et 2005, sans jamais passer la phase de groupe. Diacre prend sa retraite internationale au terme de cette dernière compétition, avec 121 sélections (alors un record) et quatorze buts. Elle est la seconde joueuse à totaliser le plus de capitanats (69 fois).
Dès 2007 et sa retraite des terrains, Corinne Diacre intègre le staff du nouveau sélectionneur des Bleues, Bruno Bini. En 2010, Diacre devient en parallèle entraîneuse de l'ASJ Soyaux, qu'elle fait immédiatement remonter en D1. Elle reste en poste trois saisons pour deux montées et une relégation. En 2014, elle devient entraîneuse du Clermont Foot 63. Diacre devient la première femme à entraîner à long terme une équipe professionnelle masculine. Elle déjoue les pronostics sexistes avec la meilleure place de l'histoire du club lors de sa seconde saison. Le 30 août 2017, Diacre est nommée sélectionneuse de l'équipe de France féminine. Elle amène ses joueuses jusqu'en quarts de finale de la Coupe du monde 2019, avant d'être sérieusement contestée par une partie de son effectif. Longtemps remise en question, elle est toujours en poste pour l'Euro 2022, initialement prévu en 2021, et amène les Bleues à leur deuxième demi-finale de l'histoire. 
Le 9 mars 2023, elle est démise de ses fonctions de sélectionneuse de l'équipe de France féminine.

## Biographie

### Enfance et formation
Corinne Diacre naît et grandit à Croix, dans le département du Nord,. Elle y connaît son premier contact avec le football, accompagnant son père, Claude, jouer chaque mercredi à Wasquehal, aider le district local et entraîner des enfants. Ses parents, Claude et Charline, tous deux ouvriers du textile,, quittent ensuite le Nord pour s’installer dans le Forez, puis dans la Creuse à Aubusson, au gré de leurs mutations professionnelles,,.
À six ans, Corinne souhaite s'inscrire en club de football, son père l'en dissuade vertement : « Il me disait que ce n'était pas un sport pour les filles, que je n'y trouverais pas ma place. Ma mère acquiesçait et l'encourageait à me barrer la route ». Finalement, Corinne Diacre obtient son inscription en acceptant de faire de la gymnastique en parallèle. Sa mère, athlète de demi-fond, tient à ce que sa fille le pratique aussi, en vain. Corinne débute ainsi le football dans les équipes jeunes d'un club de la Loire, puis deux clubs différents de la Creuse : CO Saint-Chamond, SS Aubusson et l'ES Azérables, ; et entre en sport-étude.

### Vingt ans joueuse à Soyaux (1988-2007)
| Édition   | Division 1    | Coupe de France           |
| --------- | ------------- | ------------------------- |
| 1988-1989 | Finaliste     | compétition non-existante |
| 1989-1990 | 1/4 de finale | compétition non-existante |
| 1990-1991 | 1/4 de finale | compétition non-existante |
| 1991-1992 | 1/4 de finale | compétition non-existante |
| 1992-1993 | 5e            | compétition non-existante |
| 1993-1994 | 4e            | compétition non-existante |
| 1994-1995 | 6e            | compétition non-existante |
| 1995-1996 | 2e            | compétition non-existante |
| 1996-1997 | 5e            | compétition non-existante |
| 1997-1998 | 6e            | compétition non-existante |
| 1998-1999 | 7e            | compétition non-existante |
| 1999-2000 | 6e            | compétition non-existante |
| 2000-2001 | 7e            | compétition non-existante |
| 2001-2002 | 6e            | 8e de finale              |
| 2002-2003 | 6e            | Demi-finaliste            |
| 2003-2004 | 6e            | 1/4 de finale             |
| 2004-2005 | 4e            | Demi-finaliste            |
| 2005-2006 | 6e            | 1/8e de finale            |
| 2006-2007 | 4e            | 16e de finale             |

En 1988, à seulement quatorze ans, Corinne Diacre quitte sa famille, restée en Creuse, et rejoint l'association sportive jeunesse Soyaux, un des meilleurs clubs de football féminin de l'époque. Au début, ses parents l’amènent les dimanches matins depuis Aubusson (Creuse), à 200 kilomètres, puis Claude Fort, cofondateur en 1967 et ex-entraîneur du club, et sa femme Marilyn, ancienne gardienne de but devenue présidente, font office de parents d'accueil.
Claude Fort se souvient en 2013 : « Quand elle était adolescente, tout le monde, dans le foot, parlait d’elle et l’avait remarquée. Ce n’était pas forcément la plus douée mais c’était clairement la plus déterminée », se souvient Claude Fort, qui la repère. « Corinne avait fait parler d'elle toute petite avec le concours de jonglages gagné au milieu des garçons » précise-t-il en 2019. Bernadette Constantin, joueuse à Soyaux et star du football féminin français à l'époque, se souvient aussi : « Nous en avions entendu parler parce qu’elle était très douée techniquement. (...) À 11 ans, elle avait remporté le concours de la jeune footballeuse, et avait déjà bien du charisme ». Son père Claude Diacre décède dans un accident de voiture en revenant d'une réunion au District de la Creuse.
Défenseuse centrale, Corinne Diacre se fait rapidement remarquer par son fort caractère. Diacre arrive dans un ASJ Soyaux qui est, entre 1984 et 1990, un prétendant sérieux au titre de Champion de France, échouant deux fois en finale face au VGA Saint-Maur lors des saisons 1985-1986 (5-1) et 1986-1987 (3-0). Dès sa première saison, Diacre et son équipe atteignent une nouvelle finale, perdue aux tirs-au-but face au Saint-Brieuc SC en 1989. Dès le début des années 1990, le club n'est plus en mesure de lutter contre le FCF Juvisy, le FC Lyon ou le Toulouse FC pour le titre, récoltant tout de même une dernière position de dauphin - derrière le FCF Juvisy - lors du Championnat de France 1995-1996. S'ensuit un déclin, qui voit le club s'installer dans le ventre mou du Championnat de 1re Division
Diacre reste à Soyaux pour la saison 2006-2007 malgré plusieurs propositions de clubs américains. En octobre 2006, elle se blesse lors de la rencontre Montpellier-Soyaux, souffrant d'une rupture du ligament croisé antérieur du genou droit. Cette blessure la pousse à mettre un terme, à 32 ans, à sa carrière de footballeuse,.
Au cours de sa carrière (19 saisons), elle joue environ 350 matchs de D1, ce qui constitue un record absolu à l'époque, battu depuis par Sandrine Soubeyrand, Gaëtane Thiney, Camille Abily et par Julie Soyer.
En janvier 2022, Corinne Diacre précise : « Ma carrière a toujours été en amateur. À mon époque, on ne gagnait pas d’argent ». « On avait toutes un emploi à côté de nos carrières » dit-elle en 2014. À 18 ans, elle envisage de devenir professeure d'EPS mais ne peut aller jusqu'au CAPEPS une fois son Bac+3 obtenu, à cause de l'épreuve de sauvetage du mannequin au fond de la piscine,. Lors de ses études d'EPS à l'université de Poitiers, elle pratique aussi le handball et le volley-ball. Elle touche l'équivalent de mille euros par an de prime. « Les sponsors nous versaient des primes mais ça n'excédait pas les 6 000 à 7 000 francs par an ». Elle fait donc de ses études et de sa vie professionnelle des priorités, quitte à refuser à trois reprises des propositions alléchantes de transfert aux États-Unis, meilleur championnat du monde. « Je n’ai pas voulu mettre ma carrière professionnelle en danger pour quelques années à l’étranger », se confie-t-elle.
La joueuse vit pendant des années avec sa bourse de sportif de haut niveau versée par le ministère des Sports et des emplois saisonniers. L'été, Diacre travaille en 2x8 à l'usine Saft de Nersac,. « En juin-juillet-août, j'étais sur les chaînes de montage de la Saft à Angoulême [une usine de batteries pour l'aéronautique, ndlr]. Je faisais les 2-8, soit 5 heures-13 heures, soit 13 heures-21 heures. C'était plutôt bien payé avec les indemnités de fin de contrat. J'avais mon matelas pour l'année, mais il fallait faire gaffe en permanence ». Corinne Diacre et ses coéquipières ont donc des journées bien remplies, par le travail le jour et les entraînements de 19h30 à 22h le soir . « On jouait souvent le dimanche, alors on voyageait le samedi. On rentrait très tard dans la nuit de dimanche pour être au boulot le lundi », raconte-t-elle.

### Douze ans en équipe de France (1993-2005)

#### Échec puis premier Euro pour Diacre (1993-1999)
Le 9 mars 1993, à 18 ans, elle joue son premier match pour l'équipe de France féminine, en match amical en Suède (défaite 3-1),. Elle joue aussi deux rencontres avec l'équipe de France féminine espoirs.
Fin septembre 1996, elle inscrit son premier but en Bleue lors du barrage retour des qualifications pour l'Euro 1997 contre la Finlande,.
Le 18 mai 1997, en match amical contre l'Irlande, elle marque son second but à l'international sur penalty.
En mars 1998, en match amical contre la Pologne, elle reprend de la tête un coup de pied arrêté tiré par Marinette Pichon et ouvre la marque pour les Bleues (3-0). Corinne Diacre devient ensuite capitaine de l'équipe nationale pour la première fois le 11 avril 1998 face à l'Italie en qualifications pour l'Euro 2001 (défaite 2-3), rôle qu'elle partage avec Marinette Pichon et Sandrine Soubeyrand puis Sonia Bompastor. En match amical face à l'Algérie le mois suivant, elle ouvre le score et réalise un coup du chapeau (14-0).

#### Première Coupe du monde pour la France (1999-2005)
En mars 1999, Diacre clôt la victoire sur penalty en amical contre l'Autriche (4-1). En septembre suivant, pour le second match des éliminatoires de l'Euro 2001, Diacre ouvre le score aux Pays-Bas mais les Bleues concèdent un match nul (1-1), le second consécutif pour le début des qualifications. Un mois plus tard, Diacre est décisive pour la seconde fois de suite et inscrit l'unique but des Bleues sur penalty contre l'Espagne (1-0).
Après deux défaites en amical début 2000 contre l'Écosse (1-2), où Diacre est pour la première fois sortie à la mi-temps par Élisabeth Loisel au profit de Peggy Provost, et contre la Chine (0-1), elle marque de nouveau face aux Néerlandaises lors du match retour des éliminatoires en égalisant (victoire 2-1).
Durant le Championnat d'Europe 2001, la France s'incline d'abord 3-0 contre la Norvège avant une seconde défaite qui condamne les Bleues contre le Danemark. Diacre récolte son seul carton rouge en sélection en fin de match alors que le score est déjà fait (4-1).
Fin 2002, les Bleues disputent la finale retour (victoire 0-1 à l'aller) des play-offs de qualification (en) au Stade Geoffroy-Guichard face à l'Angleterre. Diacre marque le seul but du match à la 54e minute, d'une volée du gauche sur un ballon repoussé (1-0 à nouveau) et assure la qualification pour la première Coupe du monde de l'histoire de la sélection,,,. En mai 2003, Diacre devient la première internationale française à dépasser les cent sélections. Quelques mois plus tard, aux États-Unis, les Françaises, avec Corinne Diacre pour capitaine, sont éliminées de la compétition dès la phase de groupes.
En novembre 2003, Diacre marque le troisième but de l'équipe de France en battant largement la Pologne (7-1), à l'occasion de son troisième match des éliminatoires de l'Euro 2005. Les Bleues remportent ainsi un troisième succès d'affilée dans cette compétition.
L'année 2004 est calme avec seulement quatre matchs internationaux pour Diacre.
En février 2005, dans le cadre du Tournoi de La Manga en Espagne, Diacre double la mise de la tête sur corner dès la dixième minute et participe à la première victoire française de l'histoire face à la Norvège en douze rencontres. La France remporte aussi la revanche quelques jours après. Dès mars, les Bleues disputent ensuite l'Algarve Cup dans l'optique du Championnat d'Europe 2005. Après une courte défaite face à leurs homologues américaines sein du groupe B (1-0), Corinne Diacre trouve la lucarne d'un tir du pied gauche aux 30 mètres et offre la victoire dans les dernières minutes face au Danemark (2-1).
Corinne Diacre dispute l'intégralité des matchs de poule du Championnat d'Europe 2005. Les Bleues débutent par une victoire contre l'Italie (3-1) avant un nul contre les Norvégiennes (1-1). Le troisième match décisif face à l'Allemagne (défaite 0-3) est la dernière sélection de la défenseuse.
En août 2005, après douze années en équipe de France, elle annonce sa retraite internationale à l'âge de 31 ans. La défenseuse centrale a porté la tunique nationale à 121 reprises entre 1993 et 2005, ce qui lui vaut alors le record de sélections en équipe de France féminine. Cette statistiques sera ensuite dépassée par plus d'une dizaine de joueuses durant les années 2000-2010. Diacre a inscrit aussi quatorze buts en sélection. Avec 69 capitanats, Corinne Diacre possède le second total le plus élevé derrière Sandrine Soubeyrand (84) et devant Wendie Renard (61 en août 2022).

### Reconversion comme entraîneuse (depuis 2007)
À la suite d'un reportage de Sophie Thalmann de décembre 1999 consacré à Corinne Diacre, Frédéric Jaillant sollicite cette dernière pour qu’elle intervienne sur l'émission Téléfoot au début des années 2000. TF1 souhaitant la présence de femmes sur ses plateaux. Elle prend la suite de SophieThalmann de 2000 à 2002. Pigiste pour 300 francs, tout en ayant un emploi-jeune dans son club de l'ASJ Soyaux, la capitaine des Bleues, aux 62 sélections à 25 ans, anime chaque mois dans l'émission Téléfoot quatre minutes consacrées en grande partie au football féminin. Jaillant se souvient : « Je l’avais trouvée déterminée,  presque en mission. Elle travaillait beaucoup, ne semblait jamais satisfaite. En restant très pudique ; passionnée, mais gardant ses distances ». Il ajoute à So Foot : « Elle était passionnante et je sentais qu'elle était heureuse d'être mise en lumière. Pas pour elle, mais pour le foot féminin ». Corinne Diacre se souvient en 2010 : « J'ai rencontré des gens formidables. Mais quand ça s'est arrêté, je n'ai pas pleuré. La com', ce n'est pas mon fort. Je n'espérais rien d'ailleurs, de toute façon, ce n'était pas dans ce domaine que je voulais faire quelque chose ».
Après avoir commencé son brevet d'État d'éducateur sportif 1er degré (BEES 1) en 2001, elle est diplômée du BEES 2 en février 2002, après deux semaines de stage au CTNFS de Clairefontaine, avec son ex-coéquipière de Soyaux Bernadette Constantin. Elle obtient ensuite le diplôme d'entraîneur de football (DEF) en 2005. Corinne Diacre préfère se qualifier d’entraîneur, plutôt que d'entraîneuse.
À la suite de sa blessure mettant fin à sa carrière en 2006, Corinne Diacre confie plus tard au journal Libération : « J'ai broyé du noir. Ça a été super dur de basculer dans l'encadrement. Un temps, je me suis sentie vide, j'ai connu le chômage et j'ai eu peur »,. Après huit mois comme emploi-jeune à l'ASJ Soyaux en même temps qu'elle est sur TF1, Diacre enchaîne quatre ans comme cadre technique à la Ligue du Centre-Ouest, puis devient agent de développement au service des sports du Conseil général de Charente,.

#### Adjointe de Bini et débuts à l'ASJ Soyaux (2007-2013)

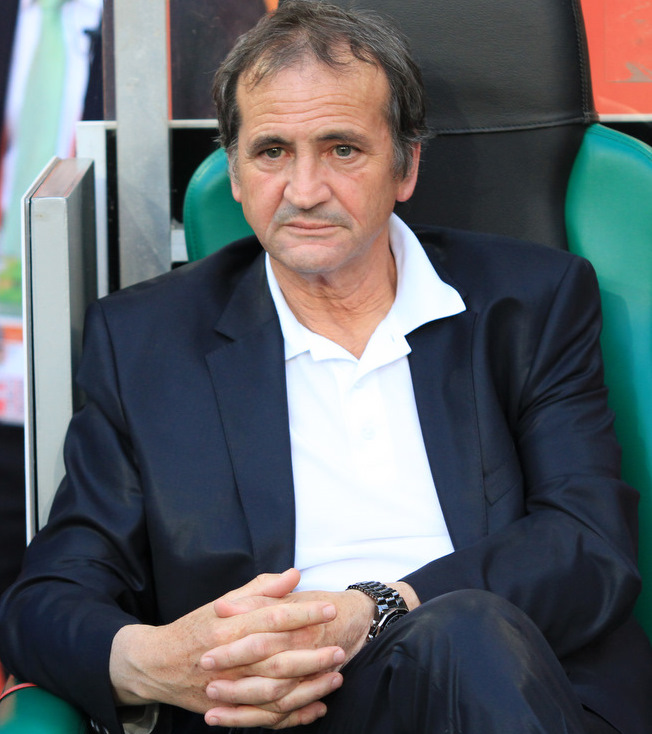
Diacre se reconvertit comme adjointe de Bruno Bini, sélectionneur de l'équipe de France féminine.

En 2007, le nouveau sélectionneur national, Bruno Bini, l'appelle dans son équipe et lui confie l'animation et la stratégie défensive des Bleues. Elle tient ce rôle jusqu'en 2013. En mai 2010, Diacre achève sa préparation au Certificat de Formateur, diplôme de haut niveau qui ouvre les portes des centres de formation des clubs professionnels et des pôles espoirs.
| Saison    | Championnat | Coupe de France |
| --------- | ----------- | --------------- |
| 2010-2011 | 1er (Gr. B) | 32e de finale   |
| 2011-2012 | 11e         | 32e de finale   |
| 2012-2013 | 1er (Gr. B) | 8e de finale    |

En 2010, adjointe aussi jusque-là dans son club de toujours, Diacre prend la suite de son ex-coéquipière Bernadette Constantin à la tête de l'équipe première de l'ASJ Soyaux, reléguée en deuxième division. Durant son passage sur le banc de Soyaux, l'équipe alterne entre première et deuxième divisions. Les Sojaldiciennes terminent vice-championnes de D2 remontent en Division 1 immédiatement au terme de la saison 2010-2011, mais ne réussissent pas à s'y maintenir et finissent l'exercice 2011-2012 à l'avant-dernière place. Durant son passage, Corinne Diacre met aussi en place une section sportive féminine avec Claude Fort au lycée Marguerite-de-Valois d'Angoulême pour la formation des jeunes.
L'ASJS termine ensuite première du groupe B de D2 2012-2013 et font l'ascenseur à nouveau. Le 19 mai 2013, Diacre dirige son dernier match à domicile après 25 ans de présence en Charente. Elle quitte Soyaux sur un succès sportif avec la remontée en première division. Bernadette Constantin, prédécesseur sur le banc et autre fidèle du club, déclare en 2019 : « C’est grâce à Corinne que nous avons appréhendé les choses de façon plus professionnelle sur le plan sportif. C’était une première étape, et il faut en franchir une autre désormais ».
En 2014, elle devient la première femme à obtenir le Brevet d'entraîneur professionnel de football (BEPF),,,,, par la voie classique, soit deux années de formation. Ce diplôme lui permet d'entraîner des clubs de Ligue 1 et Ligue 2. Diacre se forme à Bordeaux auprès de son tuteur Philippe Lucas, entraîneur des jeunes aux Girondins. Lors de sa formation, elle effectue un stage au Fulham Football Club, un club de Londres. À longueur de journée, les salariés du club lui demandent pour quel journal elle travaille, n'imaginant pas qu'elle puisse être entraîneuse.

#### Première française à entraîner des hommes à Clermont (2014-2017)
| Saison    | Ligue 2 | Coupe de France | Coupe de la Ligue |
| --------- | ------- | --------------- | ----------------- |
| 2014-2015 | 12e     | 8e tour         | 16e f.            |
| 2015-2016 | 7e      | 8e tour         | 2e tour           |
| 2016-2017 | 12e     | 32e f.          | 16e f.            |

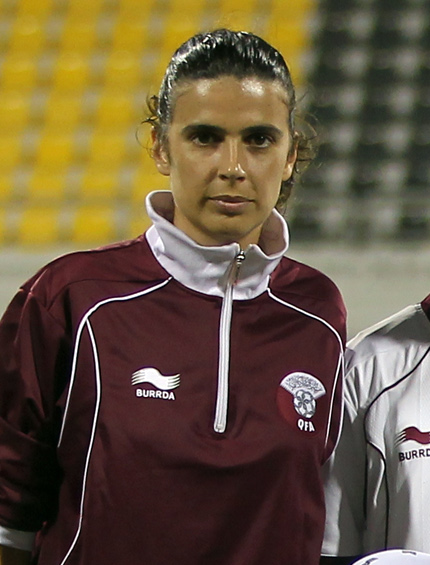
Diacre remplace au pied levé Helena Costa à la tête du Clermont Foot.

À l'été 2014, le Clermont Foot 63 et son président Claude Michy se font remarquer en engageant la Portugaise Helena Costa pour entraîner l'équipe masculine professionnelle. Mais Costa quitte le club soudainement avant le début de la saison avant même le premier entraînement. Michy fait alors de nouveau appel à une femme. Il contacte Bruno Bini, qui souhaite aussi le poste, pour obtenir le numéro de son ex-adjointe Corinne Diacre. Cette dernière se souvient : « J'avais envoyé des candidatures à beaucoup de clubs pour coacher des équipes féminines et je n'ai reçu aucune réponse. (...) Je n'étais pas sûre d'avoir deux fois cette opportunités. Je ne pouvais pas refuser. Je savais que, en acceptant, je serais perçue comme la seule femme dans un univers masculin, et c'est exactement ce qui s'est passé. De mon point de vue, Clermont avait besoin d'un coach et ils m'ont recrutée à ce poste. Ce sont les médias qui ont davantage parlé de moi en tant que femme qu'en tant que coach ». Le 28 juin, Diacre est nommée entraîneuse de Clermont, devenant la première femme à réellement entraîner d'une équipe professionnelle masculine en France, à ce niveau. Ce statut attire les médias du monde entier, jusqu'au New York Times et à la télé indonésienne. Au niveau européen, Diacre est la seconde après la brève expérience de Carolina Morace au AS Viterbese Calcio. À peine arrivée au CF63, sa mère Charline, ancienne athlète, décède dans une nuit de fin d'été.
Corinne Diacre fait face à des préjugés sexistes à sa nomination. Elle déclare en septembre 2017 : « Je n'en peux plus. On me pose les mêmes questions trente fois par jour. Le pire, c'était avant le début du championnat parce que l'on ne pouvait pas parler des matchs », deux mois après sa prise de poste. Elle raconte plus tard : « Toutes les questions qu'on me posait concernaient davantage ma féminité que mon métier d'entraîneur. ».
Le 4 août 2014, le jour de ses quarante ans, Corinne Diacre connaît son premier match au Stade brestois 29. Alex Dupont, l'entraîneur brestois, lui offre un bouquet de fleurs qui est vu comme rabaissant (défaite 2-1). Son équipe est dernière de Ligue 2 après cinq journées. Le 12 septembre 2014, Corinne Diacre et son équipe remportent leur premier match, face au Havre (1-0) lors de la 6e journée. Elle amène le club à la douzième place, le meilleur résultat depuis 2012, avec un total de 49 points au terme de la première saison à sa tête.
En septembre 2015, son contrat est prolongé de deux ans et la lie ainsi au club jusqu'en 2018. À la fin de l'année 2015, elle est élue meilleur entraîneur de Ligue 2 par l'hebdomadaire France Football,,. Le Clermont Foot termine 7e à la fin de la saison 2015-2016,, avec 58 points.
En août 2016, Corinne Diacre refuse le poste de sélectionneur de l'équipe de France féminine proposé par le président de la FFF Noël Le Graët,. La saison étant commencée, elle ne veut pas mettre en difficulté le club qui lui a donné sa chance et lui reste fidèle,. Son centième match se joue contre Brest, son premier adversaire avec Clermont trois ans plus tôt. Face au leader de L2, Clermont, quinzième du classement et septième budget l'emporte. Pour la saison 2016-2017, Clermont termine 12e avec 46 points.
Corinne Diacre quitte le Clermont Foot à l'aube de sa quatrième saison. Après cinq journées, le club pointe à la huitième place de Ligue 2 avec un bilan de deux victoires, autant de nuls et une défaite.

#### Sélectionneuse de l'Équipe de France féminine (2017-2023)

##### Coupe du monde 2019 en France (2017-2019)

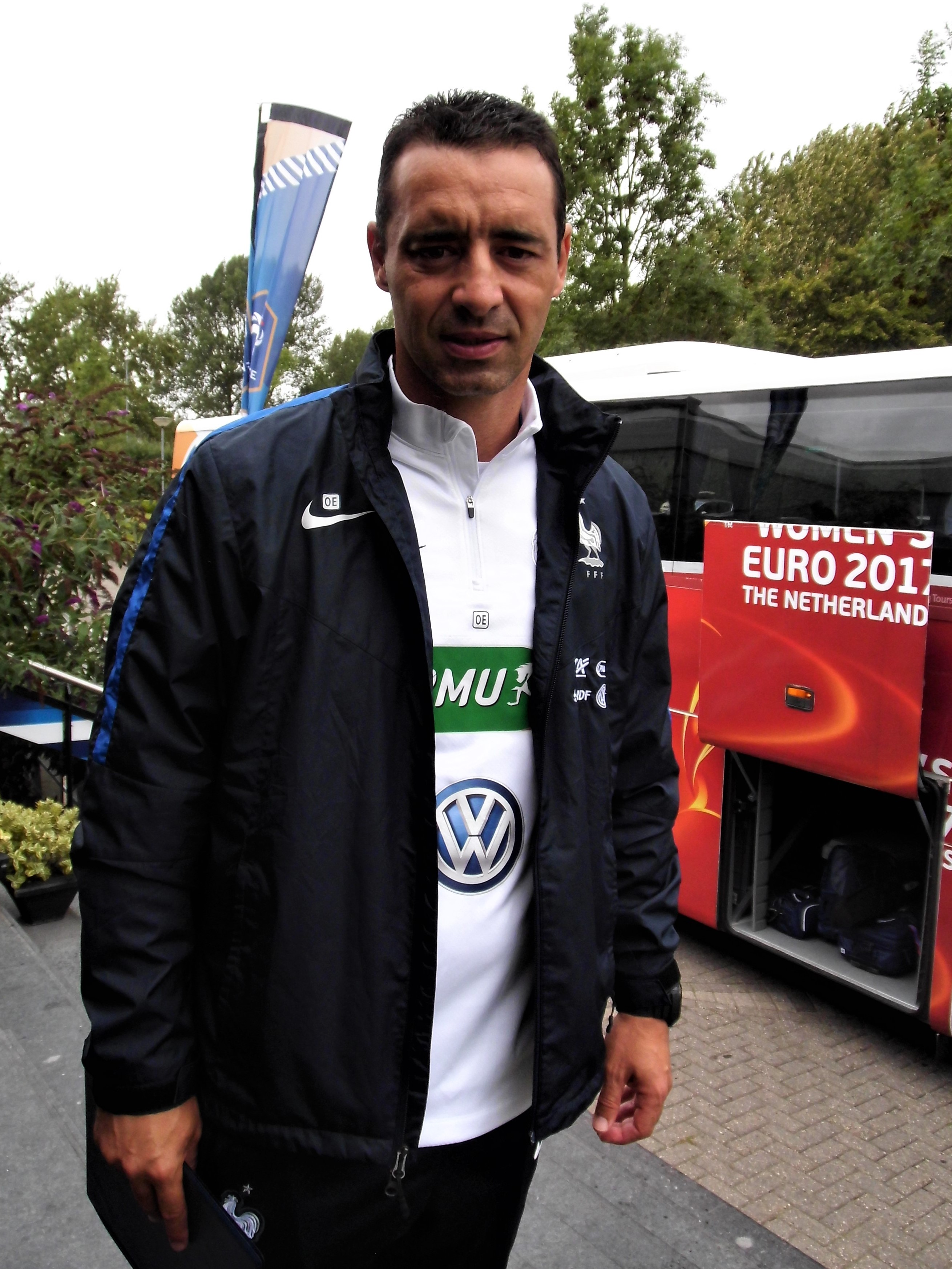
Diacre prend la suite d'Olivier Echouafni à la tête des Bleues.

Le 30 août 2017, après avoir refusé le poste un an plus tôt,, Corinne Diacre est nommée sélectionneuse de l'équipe de France féminine, pour une durée de quatre ans soit jusqu'à l'Euro 2021. Elle déclare : « L'Équipe de France il n'y a rien au-dessus. C'est une énorme fierté de me retrouver ici, à Clairefontaine ».
À son arrivée, derrière les immuables Amandine Henry, Wendie Renard et Eugénie Le Sommer, Corinne Diacre procède à une large revue d'effectif. Cela permet à Marion Torrent et Valérie Gauvin de devenir titulaires en bleu. Diacre confie deux postes clefs, l'animation offensive et la récupération au milieu de terrain, à deux cadres de 33 ans : respectivement Gaëtane Thiney et Elise Bussaglia.

Composition de la France contre les États-Unis Au Mondial 2019 (identique contre la Norvège).

À partir du 7 juin 2019, elle participe à sa première Coupe du monde en tant que sélectionneuse. Celle-ci est organisée en France. Son équipe remporte le premier match 4-0 au Parc des Princes, face à là Corée du Sud, puis les Bleues battent la Norvège par 2-1 au stade Allianz Riviera de Nice le 12 juin. Son bilan à la tête de la sélection nationale est alors de 16 victoires, 3 nuls et 3 défaites. À l'issue du troisième et dernier match de poule, disputé le 17 juin, l'équipe de France l'emporte sur un score de 1-0 contre le Nigéria. Les Françaises terminent premières de leur groupe avec trois victoires. Le 23 juin, l'équipe de France se qualifie pour les quarts de finale en dominant le Brésil sur un score de 2-1. Elles s'inclinent ensuite sur le même score face aux États-Unis, tenantes du titre.

##### Conflits avec les joueuses (2019-2021)
À partir de fin 2019, Corinne Diacre connaît des difficultés relationnelles avec ses joueuses cadres. Elle critique Eugénie Le Sommer après le Mondial, le rassemblement de septembre 2019 est tendu[pourquoi ?], une réunion de crise a lieu en début d’année 2020 à la FFF avec Wendie Renard, puis la gardienne Sarah Bouhaddi annonce durant l'été son retrait de l'équipe de France tant que Corinne Diacre sera en poste. Deuxième du groupe G des qualifications pour l'Euro 2021 avec un match de moins que l’Autriche, l’équipe de France peut obtenir son billet pour l’Angleterre fin novembre, en cas de parcours sans faute comprenant la réception de l’Autriche.
Fin 2020, Corinne Diacre voit encore son management sévèrement remis en question par quelques joueuses cadres de l'équipe de France. Déjà en froid avec Renard et Le Sommer qu'elle continue tout de même de sélectionner, et après le retrait de Bouhaddi, une nouvelle polémique survient quand elle ne sélectionne pas la capitaine Amandine Henry lors du rassemblement du mois d'octobre, évoquant un « choix sportif » lié à son retour de blessure. Reynald Pedros, ancien entraîneur de l'Olympique lyonnais, fustige le comportement de Corinne Diacre : « C’est une relation très compliquée entre les joueuses et la sélectionneuse. Je récupérais les joueuses psychologiquement très affectées. Il fallait à chaque fois discuter, les remettre bien. Elles vont en équipe de France par obligation, pas par plaisir. Elles vont en équipe de France avec la boule au ventre ».
Agacée par toutes les critiques portant sur son management décrit comme « presque militaire », Corinne Diacre réagit lors d'une conférence de presse. « Ce n'est qu'une minorité », selon elle, qui conteste son management. Elle interprète aussi les différentes prises de parole comme un signe de jalousie : « Je sais que la place de sélectionneuse est convoitée. Je ne suis pas dupe. Quand j’entends certains commentaires... j’ai un poste qui fait des jaloux et qui fait rêver ! C’est de bonne guerre ».
Malgré ces altercations, mi-octobre 2020, le contrat de Corinne Diacre est prolongé d'un an par le président de la FFF Noël Le Graët en raison du report de l'Euro 2021 à juillet 2022, en raison de l'épidémie de Covid-19.
Fin octobre 2020, Sarah Bouhaddi la charge publiquement dans une interview : « gagner un titre avec cette sélectionneuse me paraît impossible. Ce sont des mots forts, mais on vit dans un climat très négatif. Beaucoup de joueuses le pensent aussi mais ne le disent pas. (...) Je pourrais mettre mes deux mains à couper que l'équipe de France ne gagnera pas l'Euro (en 2022) si Corinne Diacre reste en poste ».
Mi-novembre, la polémique repart de plus belle à la suite d'une interview donnée par Amandine Henry : « Humainement, je voyais des filles pleurer dans leur chambre, moi personnellement il m'est arrivé de pleurer dans ma chambre, car j'avais envie de vivre cette Coupe du Monde mais ça a été un chaos total ». Corinne Diacre, très critiquée, reçoit tout de même des soutiens de la part de certains acteurs du monde du football, comme Didier Deschamps ou Laurent Nicollin, le président de l'Association du football professionnel féminin (AFPF) et président du club de Montpellier qui déclare : « Il faut que chacun fasse preuve d'humilité, que chacun bosse, que chacun la ferme et puis qu'elles ramènent des titres ».
Le 19 novembre 2020, Corinne Diacre veut mettre fin aux polémiques entourant l'équipe de France. Elle sélectionne à nouveau sa capitaine Amandine Henry, malgré sa prise de parole publique et appelle à l'apaisement : « J’ai entendu les déclarations critiques de ces derniers temps mais le moment n’est pas venu de régler ce problème alors que l’équipe nationale joue son avenir sur le terrain. Nous les réglerons les yeux dans les yeux, je n’utiliserai en aucun cas les médias comme intermédiaire ».
Début février 2021, Noël Le Graët apporte une nouvelle fois son soutien à Corinne Diacre : « Son bilan sportif est très bon ». Il ajoute toutefois que sa communication pourrait être un point à améliorer : « Elle s'est endurcie, peut-être un peu trop... Il y a une meilleure communication à faire sans doute ». En septembre 2021, Gaëtane Thiney, non-appelée depuis près de deux ans, critique à son tour vertement les choix de la sélectionneuse de l'équipe de France.

##### Euro 2022
Avant l'Euro 2022, en place depuis bientôt cinq ans, Corinne Diacre présente 82,48% de victoires, le meilleur bilan par rapport à ses sept prédécesseurs.

Composition de Diacre contre l'Allemagne à l'Euro 2022.

Lors de l'Euro 2022, les Bleues de Diacre se qualifient pour la première fois de leur histoire en demi-finales d'un Championnat d'Europe, battant les tenantes du titre et vice-championnes du monde néerlandaises (1-0 ap). L'équipe de France s'incline en demi-finales face à l'Allemagne (1-2).
Début août 2022, juste après l'Euro, Corinne Diacre voit son contrat prolongé jusqu'en août 2024, en vue de la Coupe du monde 2023 en Australie et en Nouvelle-Zélande, puis des Jeux olympiques d'été de 2024 à Paris.

##### Fin de mission à la tête de l’Équipe de France féminine
Le 24 février 2023, à 5 mois de la Coupe du monde (20 juillet – 20 août) en Australie et en Nouvelle-Zélande,  Kadidiatou Diani, Wendie Renard et Marie-Antoinette Katoto suivies par Perle Morroni annoncent leur mise en retrait de l'équipe de France. La FFF en prend note et rappelle « qu’aucune individualité n’est au-dessus de l’institution Équipe de France ». Selon Le Parisien l'objectif des 3 joueuses est le départ de  Corinne Diacre et de son staff et une évolution de la gouvernance autour du football féminin.
Le 9 mars 2023, le Comité exécutif de la Fédération française de football met fin à son contrat de sélectionneuse,.

## Style de jeu

### Joueuse
Corinne Diacre est décrite comme la libéro la plus douée de sa génération, une défenseuse centrale « à l'ancienne ». Elle a aussi le rôle de stoppeuse définie comme « très rigoureuse, perfectionniste » par Elisabeth Loisel, sélectionneuse des Bleues entre 1997 et 2007.
En 2003, Diacre revient sur sa pratique universitaire du handball et son intérêt pour elle qui évolue en défense. Elle confie être « très attentive au fait de voir les défenses se replier, attendre que l'adversaire balance une attaque, aller le chercher assez haut, faire un pressing. Autant de situation que l'ont peut retrouver au football ».
Lorsqu'elle évolue en équipe de France, elle est la joueuse qui prend le plus la parole pour s'adresser à l'équipe.

### Entraîneuse
Corinne Diacre est décrite comme une entraîneuse intransigeante, demandant une forte rigueur. Persuadée de ses choix, elle fait tout pour les appliquer, quitte à écarter un temps des joueurs ne répondant pas à ses exigences, comme en équipe de France féminine (Renard, Henry, Katoto). Elle est par contre louée notamment par Gaëtan Laborde et Adrien Hunou qui lui attribuent le sauvetage/démarrage de leur carrière grâce à la confiance témoignée au Clermont Foot 63. Eugénie Le Sommer décrit le fonctionnement en équipe de France sous les ordres de Diacre en 2019 : « La manière dont elle fonctionne, c'est qu'elle pose un cadre, et les joueuses doivent entrer dedans. Elle est détachée du groupe et nous laisse faire ce qu'on veut, mais dans le cadre ». Diacre exprime elle-même à ce sujet : « Il faut avoir ce genre de personnalité (ndlr : l'autorité naturelle) pour s'imposer chez les hommes. Sans autorité, on ne peut pas s'en sortir. Mon style de management implique énormément les joueurs, mais être leader, c'est naturel chez moi. C'est dans mon ADN ».

L'équipe de France de Corinne Diacre évolue presque exclusivement en 4-3-3.

À son arrivée à la tête des Bleues, Diacre met en valeur des joueuses à fort engagement comme Marion Torrent, Valérie Gauvin ou Julie Debever. Diacre aligne les Bleues en un 4-3-3 avec ballon, 4-1-4-1 sans, se traduisant par le repli des ailières et le recul de la milieu de terrain centrale. Elle laisse le soin à ses joueuses de donner une identité à l’équipe en mettant leurs qualités individuelles au centre du projet collectif. Cela se traduit par l'utilisation du jeu long de Wendie Renard et Griedge Mbock en défense centrale combiné au jeu en déviation de Marie-Antoinette Katoto, la vitesse de Kadidiatou Diani et la capacité d’élimination de Delphine Cascarino. Lors de la Coupe du monde 2019, aucune équipe ne réussit plus de passes longues et de centres que les Bleues.
En 2019, sa joueuse à Soyaux Siga Tandia se rappelle : « Elle était directive, dans le sens positif. Elle avait une idée précise et il fallait la suivre. Elle apportait cette rigueur comme si c'était notre métier alors qu'on travaillait toutes à côté. Elle était précurseure. (...) Elle ne va pas prendre de pincettes. Mais avec son exigence et sa rigueur, elle nous a aidé à nous mettre au diapason de son ambition. (...) Ce n’était pas le genre à crier souvent, mais tu sentais dans son regard ce qu’elle voulait te faire comprendre ». Son tuteur en formation Philippe Lucas dit avoir été frappé par « sa compétence, son caractère et sa personnalité ».
Son président au Clermont Foot 63, Claude Michy, se souvient : « quand tu entends les proches et les amis évoquer la vie de la famille, les jours difficiles, les déménagements, le Nord, Rive-de-Gier, la Creuse, Soyaux, tu comprends mieux… En dehors du foot, Corinne a connu un parcours très exigeant. Je crois que cette notion d’exigence, elle l’a gardée vis-à-vis d’elle-même et vis-à-vis des autres ». Son successeur au CF63 Pascal Gastien ajoute : « Elle reste toujours droite dans ses bottes. Avec elle, on sait où on va. (...) Elle est intransigeante sur le respect, sur les valeurs, elle s'y tient et veut que tout le monde s'y tienne ».

## Statistiques

### Joueuse

#### Par saison
Au cours de sa carrière (19 saisons), Corinne Diacre joue environ 350 matchs de Championnat de France féminin de football, ce qui constitue un record à l'époque.
La défenseuse centrale porte le maillot de l'Équipe de France féminine de football à 121 reprises entre 1993 et 2005, ce qui lui vaut là-aussi alors le record de sélections.
| Saison                | Club                  | Championnat           | Championnat | Championnat | Coupe(s) nationale(s) | Coupe(s) nationale(s) | France | France | Total | Total |
| Saison                | Club                  | Division              | M.          | B.          | M.                    | B.                    | M.     | B.     | M.    | B.    |
| 1988-1989             | ASJ Soyaux            | Championnat de France | -           | -           | -                     | -                     | -      | -      | 0     | 0     |
| 1989-1990             | ASJ Soyaux            | Championnat de France | -           | -           | -                     | -                     | -      | -      | 0     | 0     |
| 1990-1991             | ASJ Soyaux            | Championnat de France | -           | -           | -                     | -                     | -      | -      | 0     | 0     |
| 1991-1992             | ASJ Soyaux            | Championnat de France | -           | -           | -                     | -                     | -      | -      | 0     | 0     |
| 1992-1993             | ASJ Soyaux            | National 1A           | -           | -           | -                     | -                     | 6      | -      | 6     | 0     |
| 1993-1994             | ASJ Soyaux            | National 1A           | -           | -           | -                     | -                     | 5      | -      | 5     | 0     |
| 1994-1995             | ASJ Soyaux            | National 1A           | -           | -           | -                     | -                     | 6      | -      | 6     | 0     |
| 1995-1996             | ASJ Soyaux            | National 1A           | -           | -           | -                     | -                     | 10     | -      | 10    | 0     |
| 1996-1997             | ASJ Soyaux            | National 1A           | -           | -           | -                     | -                     | 8      | 2      | 8     | 2     |
| 1997-1998             | ASJ Soyaux            | National 1A           | -           | -           | -                     | -                     | 12     | 4      | 12    | 4     |
| 1998-1999             | ASJ Soyaux            | National 1A           | -           | -           | -                     | -                     | 9      | 1      | 9     | 1     |
| 1999-2000             | ASJ Soyaux            | National 1A           | -           | -           | -                     | -                     | 9      | 3      | 9     | 3     |
| 2000-2001             | ASJ Soyaux            | National 1A           | -           | -           | -                     | -                     | 13     | -      | 13    | 0     |
| 2001-2002             | ASJ Soyaux            | National 1A           | -           | -           | -                     | -                     | 10     | -      | 10    | 0     |
| 2002-2003             | ASJ Soyaux            | Division 1            | -           | -           | -                     | -                     | 12     | 1      | 12    | 1     |
| 2003-2004             | ASJ Soyaux            | Division 1            | 16          | 1           | -                     | -                     | 8      | 1      | 24    | 2     |
| 2004-2005             | ASJ Soyaux            | Division 1            | 21          | 4           | -                     | -                     | 13     | 2      | 34    | 6     |
| 2005-2006             | ASJ Soyaux            | Division 1            | 22          | 3           | -                     | -                     | -      | -      | 22    | 3     |
| 2006-2007             | ASJ Soyaux            | Division 1            | 4           | -           | -                     | -                     | -      | -      | 4     | 0     |
| 2007-2008             | ASJ Soyaux            | Division 1            | 3           | -           | -                     | -                     | -      | -      | 3     | 0     |
| Total sur la carrière | Total sur la carrière | Total sur la carrière | 350         | 11          | -                     | -                     | 121    | 14     | 471   | 25    |

#### Matchs internationaux
| Compétition          | MJ  | V  | N  | D  | Buts |
| -------------------- | --- | -- | -- | -- | ---- |
| Coupe du monde       | 3   | 1  | 1  | 1  | -    |
| Championnat d'Europe | 8   | 2  | 2  | 4  | -    |
| élim. Mondial        | 15  | 9  | 3  | 3  | 1    |
| qualif. Euro         | 24  | 15 | 5  | 4  | 5    |
| Match amical         | 71  | 39 | 9  | 23 | 8    |
| Total                | 121 | 66 | 20 | 35 | 14   |

Corinne Diacre prend part à 121 rencontres internationales avec l'Équipe de France féminine A et inscrit quatorze buts. Après deux défaites en amical en Suède puis Allemagne et un nul contre le Danemark, Diacre doit attendre sa quatrième sélection pour remporter sa première victoire le 28 mai 1993 face à la Russie.
Diacre connaît rapidement sa plus longue série de victoires, avec huit succès consécutifs entre neuvième et seizième sélections (décembre 1993 à avril 1995). Un an plus tard, elle vit sa plus longue suite de défaites, et trois revers d'affilée lors de deux amicaux contre les États-Unis fin avril 1996 et la réception de la Russie en éliminatoires de l'Euro 1997 un mois plus tard. Durant sa carrière en Bleue, Corinne Diacre totalise 66 victoires pour 35 défaites et vingt matchs nuls. Elle connaît son plus large succès en amical contre l’Algérie le 14 mai 1998 lors duquel elle inscrit un triplé (14-0). Ses deux plus grosses défaites ont aussi lieu en amical, le 29 avril 1996 aux États-Unis (8-2) et en Norvège le 24 septembre 1998 (6-0).
Sur ses 121 sélections, soixante et onze sont des matchs amicaux, pour 24 de qualification de Championnat d'Europe, quinze en éliminatoire de Coupe du monde, huit en phase finale d'Euro féminin et trois lors du Mondial 2003. Diacre est titulaire à 119 reprises et n'est remplacée que cinq fois, toujours en match amical (deux entrées en cours de match),.
| Liste des sélections de Corinne Diacre avec l'équipe de France , | Liste des sélections de Corinne Diacre avec l'équipe de France , | Liste des sélections de Corinne Diacre avec l'équipe de France , | Liste des sélections de Corinne Diacre avec l'équipe de France , | Liste des sélections de Corinne Diacre avec l'équipe de France , | Liste des sélections de Corinne Diacre avec l'équipe de France , | Liste des sélections de Corinne Diacre avec l'équipe de France , | Liste des sélections de Corinne Diacre avec l'équipe de France , |
| #                                                                | Date                                                             | Domicile                                                         | Extérieur                                                        | Score                                                            | Compétition                                                      | Temps de jeu                                                     | Notes                                                            |
| ---------------------------------------------------------------- | ---------------------------------------------------------------- | ---------------------------------------------------------------- | ---------------------------------------------------------------- | ---------------------------------------------------------------- | ---------------------------------------------------------------- | ---------------------------------------------------------------- | ---------------------------------------------------------------- |
| 121                                                              | 12 juin 2005                                                     | France                                                           | Allemagne                                                        | 0-3                                                              | Championnat d'Europe 2005                                        | Titulaire (90')                                                  |                                                                  |
| 120                                                              | 9 juin 2005                                                      | France                                                           | Norvège                                                          | 1-1                                                              | Championnat d'Europe 2005                                        | Titulaire (90')                                                  |                                                                  |
| 119                                                              | 6 juin 2005                                                      | France                                                           | Italie                                                           | 3-1                                                              | Championnat d'Europe 2005                                        | Titulaire (90')                                                  |                                                                  |
| 118                                                              | 27 avril 2005                                                    | France                                                           | Canada                                                           | 0-2                                                              | A                                                                | Titulaire (90')                                                  |                                                                  |
| 117                                                              | 13 avril 2005                                                    | France                                                           | Pays-Bas                                                         | 0-0                                                              | A                                                                | Titulaire (90')                                                  |                                                                  |
| 116                                                              | 15 mars 2005                                                     | Suède                                                            | France                                                           | 2-3                                                              | A - Algarve Cup (en) - 3e place                                  | Titulaire (90')                                                  |                                                                  |
| 115                                                              | 13 mars 2005                                                     | Finlande                                                         | France                                                           | 1-2                                                              | A - Algarve Cup (en) - grp. B                                    | Titulaire (90')                                                  |                                                                  |
| 114                                                              | 11 mars 2005                                                     | Danemark                                                         | France                                                           | 1-2                                                              | A - Algarve Cup (en) - grp. B                                    | Titulaire (90')                                                  | But inscrit                                                      |
| 113                                                              | 9 mars 2005                                                      | France                                                           | États-Unis                                                       | 0-1                                                              | A - Algarve Cup (en) - grp. B                                    | Titulaire (90')                                                  |                                                                  |
| 112                                                              | 22 février 2005                                                  | Norvège                                                          | France                                                           | 0-1                                                              | A                                                                | Titulaire 46e                                                    |                                                                  |
| 111                                                              | 19 février 2005                                                  | Norvège                                                          | France                                                           | 0-2                                                              | A                                                                | Titulaire (90')                                                  | But inscrit                                                      |
| 110                                                              | 26 septembre 2004                                                | France                                                           | Russie                                                           | 2-5                                                              | éliminatoires Euro 2005 (en) - grp. 5                            | Titulaire (90')                                                  |                                                                  |
| 109                                                              | 8 septembre 2004                                                 | Danemark                                                         | France                                                           | 2-3                                                              | A                                                                | Titulaire (90')                                                  |                                                                  |
| 108                                                              | 2 juin 2004                                                      | Islande                                                          | France                                                           | 0-3                                                              | éliminatoires Euro 2005 (en) - grp. 5                            | Titulaire (90')                                                  |                                                                  |
| 107                                                              | 16 mai 2004                                                      | Russie                                                           | France                                                           | 0-3                                                              | éliminatoires Euro 2005 (en) - grp. 5                            | Remplaçante 75e                                                  |                                                                  |
| 106                                                              | 15 novembre 2003                                                 | France                                                           | Pologne                                                          | 7-1                                                              | éliminatoires Euro 2005 (en) - grp. 5                            | Titulaire (90')                                                  | But inscrit                                                      |
| 105                                                              | 27 septembre 2003                                                | France                                                           | Brésil                                                           | 1-1                                                              | Coupe du monde 2003                                              | Titulaire (90')                                                  |                                                                  |
| 104                                                              | 24 septembre 2003                                                | France                                                           | Corée du Sud                                                     | 1-0                                                              | Coupe du monde 2003                                              | Titulaire (90')                                                  | Averti                                                           |
| 103                                                              | 20 septembre 2003                                                | Norvège                                                          | France                                                           | 2-0                                                              | Coupe du monde 2003                                              | Titulaire (90')                                                  |                                                                  |
| 102                                                              | 14 septembre 2003                                                | France                                                           | Japon                                                            | 2-2                                                              | A                                                                | Titulaire (90')                                                  |                                                                  |
| 101                                                              | 8 septembre 2003                                                 | France                                                           | Islande                                                          | 2-0                                                              | éliminatoires Euro 2005 (en) - grp. 5                            | Titulaire (90')                                                  |                                                                  |
| 100                                                              | 11 mai 2003                                                      | Hongrie                                                          | France                                                           | 0-4                                                              | éliminatoires Euro 2005 (en) - grp. 5                            | Titulaire (90')                                                  |                                                                  |
| 99                                                               | 17 avril 2003                                                    | France                                                           | Allemagne                                                        | 1-0                                                              | A                                                                | Titulaire (90')                                                  |                                                                  |
| 98                                                               | 18 mars 2003                                                     | France                                                           | Finlande                                                         | 1-0                                                              | A                                                                | Titulaire 46e                                                    |                                                                  |
| 97                                                               | 16 mars 2003                                                     | Chine                                                            | France                                                           | 3-0                                                              | A                                                                | Titulaire (90')                                                  |                                                                  |
| 96                                                               | 14 mars 2003                                                     | France                                                           | Danemark                                                         | 3-0                                                              | A                                                                | Titulaire (90')                                                  |                                                                  |
| 95                                                               | 25 février 2003                                                  | France                                                           | Pays-Bas                                                         | 2-1                                                              | A                                                                | Titulaire (90')                                                  |                                                                  |
| 94                                                               | 22 février 2003                                                  | France                                                           | Chine                                                            | 1-2                                                              | A                                                                | Titulaire (90')                                                  |                                                                  |
| 93                                                               | 16 novembre 2002                                                 | France                                                           | Angleterre                                                       | 1-0                                                              | éliminatoires Mondial 2003 (en) - finale retour barrage          | Titulaire (90')                                                  | But inscrit                                                      |
| 92                                                               | 17 octobre 2002                                                  | Angleterre                                                       | France                                                           | 0-1                                                              | éliminatoires Mondial 2003 (en) - finale aller barrage           | Titulaire (90')                                                  |                                                                  |
| 91                                                               | 15 septembre 2002                                                | Danemark                                                         | France                                                           | 1-1                                                              | éliminatoires Mondial 2003 (en) - demi-finale barrage            | Titulaire (90')                                                  |                                                                  |
| 90                                                               | 23 août 2002                                                     | France                                                           | Danemark                                                         | 2-0                                                              | éliminatoires Mondial 2003 (en) - demi-finale barrage            | Titulaire (90')                                                  |                                                                  |
| 89                                                               | 14 août 2002                                                     | France                                                           | Suisse                                                           | 1-2                                                              | A                                                                | Titulaire 65e                                                    |                                                                  |
| 88                                                               | 1er juin 2002                                                    | France                                                           | Ukraine                                                          | 2-1                                                              | éliminatoires Mondial 2003 (en) - grp. 1                         | Titulaire (90')                                                  |                                                                  |
| 87                                                               | 9 mai 2002                                                       | Norvège                                                          | France                                                           | 3-1                                                              | éliminatoires Mondial 2003 (en) - grp. 1                         | Titulaire (90')                                                  |                                                                  |
| 86                                                               | 20 avril 2002                                                    | France                                                           | Tchéquie                                                         | 4-1                                                              | éliminatoires Mondial 2003 (en) - grp. 1                         | Titulaire (90')                                                  |                                                                  |
| 85                                                               | 8 avril 2002                                                     | France                                                           | Australie                                                        | 1-0                                                              | A                                                                | Titulaire (90')                                                  |                                                                  |
| 84                                                               | 6 avril 2002                                                     | France                                                           | Canada                                                           | 0-2                                                              | A                                                                | Titulaire (90')                                                  |                                                                  |
| 83                                                               | 3 avril 2002                                                     | France                                                           | Japon                                                            | 1-0                                                              | A                                                                | Titulaire (90')                                                  |                                                                  |
| 82                                                               | 17 novembre 2001                                                 | Tchéquie                                                         | France                                                           | 1-2                                                              | éliminatoires Mondial 2003 (en) - grp. 1                         | Titulaire (90')                                                  |                                                                  |
| 81                                                               | 28 octobre 2001                                                  | Ukraine                                                          | France                                                           | 0-2                                                              | éliminatoires Mondial 2003 (en) - grp. 1                         | Titulaire (90')                                                  |                                                                  |
| 80                                                               | 13 octobre 2001                                                  | France                                                           | Norvège                                                          | 0-3                                                              | éliminatoires Mondial 2003 (en) - grp. 1                         | Titulaire (90')                                                  |                                                                  |
| 79                                                               | 26 septembre 2001                                                | Pays-Bas                                                         | France                                                           | 1-3                                                              | A                                                                | Titulaire (90')                                                  |                                                                  |
| 78                                                               | 28 juin 2001                                                     | France                                                           | Danemark                                                         | 3-4                                                              | Championnat d'Europe 2001                                        | Titulaire (86')                                                  | 86e                                                              |
| 77                                                               | 25 juin 2001                                                     | Norvège                                                          | France                                                           | 3-0                                                              | Championnat d'Europe 2001                                        | Titulaire (90')                                                  |                                                                  |
| 76                                                               | 15 avril 2001                                                    | France                                                           | Suisse                                                           | 1-1                                                              | A                                                                | Titulaire (90')                                                  |                                                                  |
| 75                                                               | 11 avril 2001                                                    | France                                                           | Suède                                                            | 2-1                                                              | A                                                                | Titulaire (90')                                                  |                                                                  |
| 74                                                               | 20 mars 2001                                                     | France                                                           | Chine                                                            | 1-1                                                              | A                                                                | Titulaire (90')                                                  |                                                                  |
| 73                                                               | 17 mars 2001                                                     | France                                                           | Écosse                                                           | 5-0                                                              | A                                                                | Titulaire (90')                                                  |                                                                  |
| 72                                                               | 17 février 2001                                                  | France                                                           | Norvège                                                          | 0-0                                                              | A                                                                | Titulaire (90')                                                  |                                                                  |
| 71                                                               | 17 janvier 2001                                                  | Australie                                                        | France                                                           | 1-0                                                              | A                                                                | Titulaire (90')                                                  |                                                                  |
| 70                                                               | 14 janvier 2001                                                  | Australie                                                        | France                                                           | 1-1                                                              | A                                                                | Titulaire (90')                                                  |                                                                  |
| 69                                                               | 11 janvier 2001                                                  | Australie                                                        | France                                                           | 2-1                                                              | A                                                                | Titulaire (90')                                                  |                                                                  |
| 68                                                               | 18 novembre 2000                                                 | France                                                           | Grèce                                                            | 3-0                                                              | A                                                                | Titulaire (90')                                                  |                                                                  |
| 67                                                               | 14 octobre 2000                                                  | Italie                                                           | France                                                           | 3-1                                                              | A                                                                | Titulaire (90')                                                  |                                                                  |
| 66                                                               | 16 août 2000                                                     | France                                                           | Angleterre                                                       | 1-0                                                              | A                                                                | Titulaire (90')                                                  |                                                                  |
| 65                                                               | 1er juin 2000                                                    | France                                                           | Suède                                                            | 2-0                                                              | éliminatoires Euro 2001 (en) - grp. 1                            | Titulaire (90')                                                  |                                                                  |
| 64                                                               | 21 mai 2000                                                      | Espagne                                                          | France                                                           | 1-2                                                              | éliminatoires Euro 2001 (en) - grp. 1                            | Titulaire (90')                                                  |                                                                  |
| 63                                                               | 15 avril 2000                                                    | France                                                           | Pays-Bas                                                         | 2-1                                                              | éliminatoires Euro 2001 (en) - grp. 1                            | Titulaire (90')                                                  | But inscrit                                                      |
| 62                                                               | 8 mars 2000                                                      | France                                                           | Chine                                                            | 0-1                                                              | A                                                                | Titulaire (90')                                                  |                                                                  |
| 61                                                               | 26 février 2000                                                  | France                                                           | Écosse                                                           | 1-2                                                              | A                                                                | Titulaire 46e                                                    |                                                                  |
| 60                                                               | 27 novembre 1999                                                 | France                                                           | Espagne                                                          | 1-0                                                              | éliminatoires Euro 2001 (en) - grp. 1                            | Titulaire (90')                                                  | But inscrit                                                      |
| 59                                                               | 30 octobre 1999                                                  | Pays-Bas                                                         | France                                                           | 1-1                                                              | éliminatoires Euro 2001 (en) - grp. 1                            | Titulaire (90')                                                  | But inscrit                                                      |
| 58                                                               | 29 septembre 1999                                                | Suède                                                            | France                                                           | 2-2                                                              | éliminatoires Euro 2001 (en) - grp. 1                            | Titulaire (90')                                                  |                                                                  |
| 57                                                               | 15 septembre 1999                                                | Angleterre                                                       | France                                                           | 0-1                                                              | A                                                                | Titulaire (90')                                                  |                                                                  |
| 56                                                               | 30 mai 1999                                                      | Allemagne                                                        | France                                                           | 4-1                                                              | A                                                                | Titulaire (90')                                                  |                                                                  |
| 55                                                               | 28 mai 1999                                                      | France                                                           | Suisse                                                           | 2-0                                                              | A                                                                | Titulaire (90')                                                  |                                                                  |
| 54                                                               | 9 mai 1999                                                       | Écosse                                                           | France                                                           | 3-4                                                              | A                                                                | Titulaire (90')                                                  |                                                                  |
| 53                                                               | 11 avril 1999                                                    | Pays-Bas                                                         | France                                                           | 1-0                                                              | A                                                                | Titulaire (90')                                                  |                                                                  |
| 52                                                               | 9 avril 1999                                                     | Pays-Bas                                                         | France                                                           | 0-0                                                              | A                                                                | Titulaire (90')                                                  |                                                                  |
| 51                                                               | 24 mars 1999                                                     | France                                                           | Japon                                                            | 0-1                                                              | A                                                                | Titulaire (90')                                                  |                                                                  |
| 50                                                               | 20 mars 1999                                                     | France                                                           | Autriche                                                         | 4-1                                                              | A                                                                | Titulaire (90')                                                  | But inscrit                                                      |
| 49                                                               | 20 février 1999                                                  | Grèce                                                            | France                                                           | 2-3                                                              | A                                                                | Titulaire (90')                                                  |                                                                  |
| 48                                                               | 24 septembre 1998                                                | Norvège                                                          | France                                                           | 6-0                                                              | A                                                                | Titulaire (90')                                                  |                                                                  |
| 47                                                               | 23 mai 1998                                                      | Finlande                                                         | France                                                           | 1-0                                                              | éliminatoires Mondial 1999 (en) - grp. 2                         | Titulaire (90')                                                  |                                                                  |
| 46                                                               | 16 mai 1998                                                      | France                                                           | Espagne                                                          | 3-2                                                              | A                                                                | Titulaire (90')                                                  |                                                                  |
| 45                                                               | 14 mai 1998                                                      | France                                                           | Algérie                                                          | 14-0                                                             | A                                                                | Titulaire (90')                                                  | But inscrit · But inscrit · But inscrit                          |
| 44                                                               | 2 mai 1998                                                       | France                                                           | Suisse                                                           | 3-0                                                              | éliminatoires Mondial 1999 (en) - grp. 2                         | Titulaire (90')                                                  |                                                                  |
| 43                                                               | 11 avril 1998                                                    | France                                                           | Italie                                                           | 2-3                                                              | éliminatoires Mondial 1999 (en) - grp. 2                         | Titulaire (90')                                                  |                                                                  |
| 42                                                               | 21 mars 1998                                                     | France                                                           | Pologne                                                          | 3-0                                                              | A                                                                | Titulaire (90')                                                  | But inscrit                                                      |
| 41                                                               | 15 février 1998                                                  | France                                                           | Angleterre                                                       | 3-2                                                              | A                                                                | Titulaire (90')                                                  |                                                                  |
| 40                                                               | 22 novembre 1997                                                 | Italie                                                           | France                                                           | 0-0                                                              | éliminatoires Mondial 1999 (en) - grp. 2                         | Titulaire (90')                                                  |                                                                  |
| 39                                                               | 18 octobre 1997                                                  | France                                                           | Finlande                                                         | 2-2                                                              | éliminatoires Mondial 1999 (en) - grp. 2                         | Titulaire (90')                                                  |                                                                  |
| 38                                                               | 4 octobre 1997                                                   | Suisse                                                           | France                                                           | 1-2                                                              | éliminatoires Mondial 1999 (en) - grp. 2                         | Titulaire (90')                                                  |                                                                  |
| 37                                                               | 5 juillet 1997                                                   | Suède                                                            | France                                                           | 3-0                                                              | Championnat d'Europe 1997                                        | Titulaire (90')                                                  |                                                                  |
| 36                                                               | 2 juillet 1997                                                   | Russie                                                           | France                                                           | 1-3                                                              | Championnat d'Europe 1997                                        | Titulaire (90')                                                  |                                                                  |
| 35                                                               | 29 juin 1997                                                     | France                                                           | Espagne                                                          | 1-1                                                              | Championnat d'Europe 1997                                        | Titulaire (90')                                                  |                                                                  |
| 34                                                               | 18 mai 1997                                                      | France                                                           | République d'Irlande                                             | 2-0                                                              | A                                                                | Titulaire (90')                                                  | But inscrit                                                      |
| 33                                                               | 7 mai 1997                                                       | France                                                           | Norvège                                                          | 0-0                                                              | A                                                                | Titulaire (90')                                                  |                                                                  |
| 32                                                               | 27 avril 1997                                                    | États-Unis                                                       | France                                                           | 2-1                                                              | A                                                                | Titulaire (90')                                                  |                                                                  |
| 31                                                               | 24 avril 1997                                                    | États-Unis                                                       | France                                                           | 4-2                                                              | A                                                                | Titulaire (90')                                                  |                                                                  |
| 30                                                               | 12 avril 1997                                                    | Belgique                                                         | France                                                           | 0-3                                                              | A                                                                | Titulaire (90')                                                  |                                                                  |
| 29                                                               | 28 septembre 1996                                                | France                                                           | Finlande                                                         | 3-0                                                              | éliminatoires Euro 1997 (en) - barrage retour                    | Titulaire (90')                                                  | 31e                                                              |
| 28                                                               | 7 septembre 1996                                                 | Finlande                                                         | France                                                           | 0-2                                                              | éliminatoires Euro 1997 (en) - barrage aller                     | Titulaire (90')                                                  |                                                                  |
| 27                                                               | 1er juin 1996                                                    | France                                                           | Islande                                                          | 3-0                                                              | éliminatoires Euro 1997 (en) - grp. 2                            | Titulaire (90')                                                  |                                                                  |
| 26                                                               | 25 mai 1996                                                      | France                                                           | Russie                                                           | 0-1                                                              | éliminatoires Euro 1997 (en) - grp. 2                            | Titulaire (90')                                                  |                                                                  |
| 25                                                               | 29 avril 1996                                                    | États-Unis                                                       | France                                                           | 8-2                                                              | A                                                                | Titulaire (90')                                                  |                                                                  |
| 24                                                               | 26 avril 1996                                                    | États-Unis                                                       | France                                                           | 4-1                                                              | A                                                                | Titulaire (90')                                                  |                                                                  |
| 23                                                               | 6 avril 1996                                                     | Pays-Bas                                                         | France                                                           | 1-2                                                              | éliminatoires Euro 1997 (en) - grp. 2                            | Titulaire (90')                                                  |                                                                  |
| 22                                                               | 9 décembre 1995                                                  | France                                                           | Pays-Bas                                                         | 1-1                                                              | éliminatoires Euro 1997 (en) - grp. 2                            | Titulaire (90')                                                  |                                                                  |
| 21                                                               | 14 octobre 1995                                                  | Russie                                                           | France                                                           | 0-0                                                              | éliminatoires Euro 1997 (en) - grp. 2                            | Titulaire (90')                                                  |                                                                  |
| 20                                                               | 30 septembre 1995                                                | Islande                                                          | France                                                           | 3-3                                                              | éliminatoires Euro 1997 (en) - grp. 2                            | Titulaire (90')                                                  |                                                                  |
| 19                                                               | 9 septembre 1995                                                 | Italie                                                           | France                                                           | 3-1                                                              | A                                                                | Titulaire (90')                                                  |                                                                  |
| 18                                                               | 8 septembre 1995                                                 | France                                                           | Hongrie                                                          | 2-0                                                              | A                                                                | Titulaire (90')                                                  |                                                                  |
| 17                                                               | 15 avril 1995                                                    | France                                                           | États-Unis                                                       | 0-3                                                              | A                                                                | Titulaire (90')                                                  |                                                                  |
| 16                                                               | 12 avril 1995                                                    | France                                                           | Italie                                                           | 1-0                                                              | A                                                                | Titulaire (90')                                                  |                                                                  |
| 15                                                               | 11 avril 1995                                                    | France                                                           | Canada                                                           | 1-0                                                              | A                                                                | Titulaire (90')                                                  |                                                                  |
| 14                                                               | 25 mars 1995                                                     | France                                                           | Hongrie                                                          | 2-0                                                              | A                                                                | Titulaire (90')                                                  |                                                                  |
| 13                                                               | 12 novembre 1994                                                 | République d'Irlande                                             | France                                                           | 0-3                                                              | A                                                                | Titulaire (90')                                                  |                                                                  |
| 12                                                               | 25 septembre 1994                                                | Écosse                                                           | France                                                           | 0-3                                                              | éliminatoires Euro 1995 - grp. 6                                 | Titulaire (90')                                                  |                                                                  |
| 11                                                               | 22 mars 1994                                                     | France                                                           | Belgique                                                         | 3-0                                                              | A                                                                | Titulaire (90')                                                  |                                                                  |
| 10                                                               | 6 février 1994                                                   | France                                                           | Pays-Bas                                                         | 2-0                                                              | A                                                                | Remplaçante 70e                                                  |                                                                  |
| 9                                                                | 11 décembre 1993                                                 | Portugal                                                         | France                                                           | 0-1                                                              | éliminatoires Euro 1995 - grp. 6                                 | Titulaire (90')                                                  |                                                                  |
| 8                                                                | 20 novembre 1993                                                 | Italie                                                           | France                                                           | 2-0                                                              | éliminatoires Euro 1995 - grp. 6                                 | Titulaire (90')                                                  |                                                                  |
| 7                                                                | 25 septembre 1993                                                | Russie                                                           | France                                                           | 1-2                                                              | A                                                                | Titulaire 65e                                                    |                                                                  |
| 6                                                                | 31 mai 1993                                                      | France                                                           | États-Unis Espoirs                                               | 3-0                                                              | A                                                                | Titulaire (90')                                                  |                                                                  |
| 5                                                                | 29 mai 1993                                                      | France                                                           | Pologne                                                          | 3-0                                                              | A                                                                | Titulaire (90')                                                  |                                                                  |
| 4                                                                | 28 mai 1993                                                      | France                                                           | Russie                                                           | 5-0                                                              | A                                                                | Titulaire (90')                                                  |                                                                  |
| 3                                                                | 14 mars 1993                                                     | France                                                           | Danemark                                                         | 1-1                                                              | A                                                                | Titulaire (120')                                                 |                                                                  |
| 2                                                                | 12 mars 1993                                                     | Allemagne                                                        | France                                                           | 3-0                                                              | A                                                                | Titulaire (90')                                                  |                                                                  |
| 1                                                                | 9 mars 1993                                                      | Suède                                                            | France                                                           | 3-1                                                              | A                                                                | Titulaire (90')                                                  |                                                                  |

L'équipe de France ne connaît jamais la défaite lorsque Diacre inscrit un but. Sa première réalisation internationale est marqué le 28 septembre 1996 contre la Finlande en éliminatoires de l'Euro 1997 lors de sa 29e cape. Son triplé en amical contre l’Algérie le 14 mai 1998 est la seule fois qu'elle marque plusieurs fois dans un match international. Fin 1999, la défenseuse inscrit deux buts en deux matchs consécutifs pour ses 59e et 60e sélections, et même trois buts en six mois d'ici avril 2000. Elle doit ensuite attendre deux ans et demi pour inscrire un nouveau but. Elle marque son quatorzième but le jour de sa cent-quatorzième sélection. Il s'agit de sa dernière réalisation internationale.
| #  | Sél. | Date              | Domicile | Extérieur            | Score final | Compétition                                             | Minute      | Évolution |
| -- | ---- | ----------------- | -------- | -------------------- | ----------- | ------------------------------------------------------- | ----------- | --------- |
| 14 | 114  | 11 mars 2005      | Danemark | France               | 1-2         | A - Algarve Cup (en) - grp. B                           | But inscrit |           |
| 13 | 111  | 19 février 2005   | Norvège  | France               | 0-2         | A - Tournoi de La Manga                                 | 10e         | 0-2       |
| 12 | 106  | 15 novembre 2003  | France   | Pologne              | 7-1         | éliminatoires Euro 2005 (en) - grp. 5                   | 40e         | 3-0       |
| 11 | 93   | 16 novembre 2002  | France   | Angleterre           | 1-0         | éliminatoires Mondial 2003 (en) - finale retour barrage | 54e         | 1-0       |
| 10 | 63   | 15 avril 2000     | France   | Pays-Bas             | 2-1         | éliminatoires Euro 2001 (en) - grp. 1                   | 32e         | 1-1       |
| 9  | 60   | 27 novembre 1999  | France   | Espagne              | 1-0         | éliminatoires Euro 2001 (en) - grp. 1                   | 68e (pen.)  | 1-0       |
| 8  | 59   | 30 octobre 1999   | Pays-Bas | France               | 1-1         | éliminatoires Euro 2001 (en) - grp. 1                   | 53e         | 0-1       |
| 7  | 50   | 20 mars 1999      | France   | Autriche             | 4-1         | A                                                       | 87e (pen.)  | 4-1       |
| 6  | 45   | 14 mai 1998       | France   | Algérie              | 14-0        | A                                                       | 35e         | 3-0       |
| 5  | 45   | 14 mai 1998       | France   | Algérie              | 14-0        | A                                                       | 17e (pen.)  | 2-0       |
| 4  | 45   | 14 mai 1998       | France   | Algérie              | 14-0        | A                                                       | 3e          | 1-0       |
| 3  | 42   | 21 mars 1998      | France   | Pologne              | 3-0         | A                                                       | 40e         | 1-0       |
| 2  | 34   | 18 mai 1997       | France   | République d'Irlande | 2-0         | A                                                       | 75e (pen.)  | 2-0       |
| 1  | 29   | 28 septembre 1996 | France   | Finlande             | 3-0         | éliminatoires Euro 1997 (en) - barrage retour           | 30e         | 2-0       |

### Entraîneuse
En trois saisons de Ligue 2, Corinne Diacre dirige le Clermont Foot 63 lors de 131 rencontres pour 48 victoires, 38 matchs nuls et 45 défaites.
| Saison     | Club             | Championnat | Championnat | Championnat | Championnat   | Coupe de France | Coupe de France | Coupe de la Ligue | Coupe de la Ligue | Total | Total | Total         |
| Saison     | Club             | Division    | MJ          | %v          | détail        | MJ              | TP              | MJ                | TP                | MJ    | %v    | détail        |
| ---------- | ---------------- | ----------- | ----------- | ----------- | ------------- | --------------- | --------------- | ----------------- | ----------------- | ----- | ----- | ------------- |
| 2010-2011  | ASJ Soyaux       | D2 - grp. B | 22          | 77 %        | 17v, 02n, 03d | 2               | 1               | -                 | -                 | 24    | 75 %  | 18v, 02n, 04d |
| 2011-2012  | ASJ Soyaux       | Division 1  | 22          | 9 %         | 02v, 00n, 20d | 1               | 0               | -                 | -                 | 23    | 9 %   | 02v, 00n, 21d |
| 2012-2013  | ASJ Soyaux       | D2 - grp. B | 22          | 91 %        | 20v, 01n, 01d | 4               | 3               | -                 | -                 | 26    | 88 %  | 23v, 01n, 02d |
| Sous-total | Sous-total       | Sous-total  | 66          | 59 %        | 39v, 03n, 24d | 7               | 4               | -                 | -                 | 73    | 59 %  | 43v, 03n, 27d |
| 2014-2015  | Clermont Foot 63 | Ligue 2     | 38          | 32 %        | 12v, 13n, 13d | 2               | 1               | 3                 | 2                 | 43    | 35 %  | 15v, 14n, 14d |
| 2015-2016  | Clermont Foot 63 | Ligue 2     | 38          | 42 %        | 16v, 10n, 12d | 2               | 1               | 2                 | 1                 | 42    | 43 %  | 18v, 10n, 14d |
| 2016-2017  | Clermont Foot 63 | Ligue 2     | 38          | 29 %        | 11v, 13n, 14d | 3               | 2               | 3                 | 2                 | 44    | 34 %  | 15v, 13n, 16d |
| 2017-0000  | Clermont Foot 63 | Ligue 2     | 5           | 40 %        | 02v, 02n, 01d | -               | -               | 2                 | 2                 | 7     | 57 %  | 04v, 02n, 01d |
| Sous-total | Sous-total       | Sous-total  | 119         | 34 %        | 41v, 38n, 40d | 7               | 4               | 10                | 7                 | 136   | 38 %  | 52v, 39n, 45d |
| Total      | Total            | Total       | 185         | 43 %        | 80v, 41n, 64d | 14              | 8               | 10                | 7                 | 209   | 45 %  | 95v, 42n, 72d |

Avant l'Euro 2022, en place depuis bientôt cinq ans, Diacre présente 82,48% de victoires, le meilleur bilan par rapport à ses sept prédécesseurs. En 57 matchs, son équipe de France remporte 47 rencontres, s'inclinant à cinq reprises et concédant cinq matchs nuls.
| Saison    | Compétition         | Phase finale | Phase finale | Phase finale | Qualifications | Qualifications | Qualifications | Matchs amicaux | Matchs amicaux | Matchs amicaux | Total | Total | Total       |
| Saison    | Compétition         | MJ           | %v           | détail       | MJ             | %v             | détail         | MJ             | %v             | détail         | MJ    | %v    | détail      |
| --------- | ------------------- | ------------ | ------------ | ------------ | -------------- | -------------- | -------------- | -------------- | -------------- | -------------- | ----- | ----- | ----------- |
| 2017-2018 | Coupe du monde 2019 | -            | -            | -            | -              | -              | -              | 12             | 58 %           | 07v, 3n, 2d    | 12    | 58 %  | 07v, 3n, 2d |
| 2018-2019 | Coupe du monde 2019 | 5            | 80 %         | 4v, 0n, 1d   | -              | -              | -              | 11             | 91 %           | 10v, 0n, 1d    | 16    | 88 %  | 14v, 0n, 2d |
| 2019-2020 | Euro 2021 2022      | -            | -            | -            | 2              | 100 %          | 2v, 0n, 0d     | 5              | 80 %           | 04v, 1n, 0d    | 7     | 86 %  | 06v, 1n, 0d |
| 2020-2021 | Euro 2021 2022      | -            | -            | -            | 6              | 83 %           | 5v, 1n, 0d     | 5              | 80 %           | 04v, 0n, 1d    | 11    | 82 %  | 09v, 1n, 1d |
| 2021-2022 | Euro 2021 2022      | 5            | 60 %         | 3v, 1n, 1d   | 8              | 100 %          | 8v, 0n, 0d     | 5              | 100 %          | 05v, 0n, 0d    | 18    | 89 %  | 16v, 1n, 1d |
| 2022-2023 | Coupe du monde 2023 |              |              |              |                |                |                |                |                |                |       |       |             |
| Total     | Total               | 10           | 70 %         | 7v, 1n, 2d   | 16             | 94 %           | 15v, 1n, 0d    | 38             | 79 %           | 30v, 4n, 4d    | 64    | 81 %  | 52v, 6n, 6d |

## Palmarès et distinctions personnelles

### Joueuse
En tant que joueuse, Corinne Diacre évolue toute sa carrière à l'ASJ Soyaux, malgré des propositions pour aller jouer aux États-Unis, mais ne remporte aucun titre. Son équipe est vice-championne de France 1996-1997.
En équipe de France, Diacre ne remporte aucun titre international. Elle obtient la troisième place de l'Algarve Cup en 2005.
Sur le plan individuel, en février 1999, Corinne Diacre est sélectionné dans la première sélection FIFA XI pour affronter l'Équipe des États-Unis féminine de soccer à San José (victoire 2-1). La française est de nouveau présente pour la seconde rencontre de la sélection mondiale contre l'Allemagne en 2004 pour le centenaire de la FIFA au Stade de France. Diacre entre en cours de jeu à la place de la chinoise Liping Wang[Qui ?]. Lors des Trophées UNFP 2005, elle devient la première femme à recevoir le prix spécial de l'UNFP en récompense de sa carrière de joueuse. Corinne Diacre est nommé au grade de chevalier de l'Ordre national de la Légion d'honneur par décret du 14 mai 2014 en tant qu'« entraîneur professionnel de football ; 26 ans de services » (dans le football français)

### Entraîneuse
En tant qu'entraîneuse, Diacre remporte à trois reprises le Tournoi de France en 2020, 2022 et 2023 à la tête de l'équipe de France.